# Lawrence Lasker
Pour les articles homonymes, voir Lasker.
Lawrence Lasker (de son nom complet Lawrence Charles Lasker) est un producteur et scénariste américain, né le 7 octobre 1949 dans le comté de Los Angeles, Californie. Il est le fils de l'actrice Jane Greer et de l'homme d'affaires Edward Lasker et le petit-fils du pionnier de la publicité, Albert Lasker. Il est diplômé de la Phillips Exeter Academy et de l'université Yale.

## Filmographie

### Cinéma
Scénariste
- 1983 : Wargames
- 1987 : Project X
- 1992 : Les Experts

Producteur
- 1987 : Project X
- 1989 : Coupable Ressemblance
- 1990 : L'Éveil
- 1992 : Les Experts

## Distinctions
Nominations
- Oscar du cinéma
  - Oscar du meilleur scénario original 1984 (Wargames)
  - Oscar du meilleur film 1991 (L'Éveil)
- Saturn Award :
  - Saturn Award du meilleur scénario 1984 (Wargames)
- Prix Edgar-Allan-Poe :
  - Meilleur film 1993 (Les Experts)
- Prix Hugo :
  - Meilleur film 1984 (Wargames)
- Writers Guild of America Award :
  - Meilleur scénario original 1984 (Wargames)